# Timothy Brinton
Timothy Brinton (* 24. Dezember 1929; † 24. März 2009) war ein britischer Nachrichtensprecher und Politiker.
Brinton war der Sohn eines Neurologen. Er besuchte das Eton College, die Universität Genf und die Central School of Speech and Drama. In den frühen 1950ern kam er als Rundfunksprecher zur BBC, kurz nachdem er seinen Wehrdienst abgeleistet hatte. Nachdem er dort von 1951 bis 1955 als Rundfunksprecher tätig gewesen war, arbeitete er für zwei Jahre für Radio Hong Kong und wechselte dann zu ITN, wo er einer der ersten Nachrichtensprecher war. Während seiner journalistischen Karriere interviewte er unter anderem Schah Mohammad Reza Pahlavi. Er war der erste nackte Reporter im Fernsehen – wenn auch versehentlich während einer Sendung über Türkische Bäder – und hatte 1978 eine Gastrolle als er selbst in Mach’ weiter, Emmanuelle. In den frühen 1960ern begann Brinton freiberuflich zu arbeiten. Seine Karriere wurde jedoch durch seine 1964 erfolgte Scheidung von seiner Frau Jane-Mari Coningham, mit der er seit 1954 verheiratet gewesen war, behindert. 1965 heiratete er erneut, und zwar Jeanne Wedge.
Im Jahr 1975 wurde er in den Kent County Council gewählt, dem auch seine Frau angehörte. Von 1979 bis 1987 gehörte Brinton dem House of Commons für die Conservative Party an. 
Brinton litt seit 2004 an Demenz. Er starb März 2009 und hinterließ seine Frau und sechs Kinder, einen Sohn und drei Töchter aus der ersten Ehe und zwei Töchter aus der zweiten Ehe. Seine Tochter Sal Brinton ist ebenfalls Politikerin, jedoch ist sie Mitglied der Liberal Democrats.